# I-13
I-13 — підводний човен Імперського флоту Японії, який взяв участь у Другій світовій війні.

## Початок історії корабля
І-13 спорудили у 1944 році на верфі компанії Kawasaki в Кобе. Він став першим із двох завершених кораблів типу A Modified 2 (він же клас I-13), які створили на основі типу A Modified 1 (I-12), при цьому вже на етапі спорудження корпуси, закладені для класу І-12, переробили під клас І-13.
На І-13 встановили менш потужні дизелі та електромотори, що призвело до зменшення надводної та підводної швидкості. Дальність автономного плавання при цьому теж зменшилась, але несуттєво. Озброєння залишилось без змін (хоча запас торпед зменшився з 18 до 12) за виключенням зенітного — замість двох спарених зенітних автоматів човен отримав два строєні і один одинарний.
Кораблі попередніх типів А та A Mod.1 планувались як флагмани ескадр, а тому частина їх простору використовувалась під центри управління. На типі A Mod.2 замість цього розширили ангар, який тепер міг вмістити не один, а два літаки, причому не розвідувальних, а здатних нести 450-мм торпеду або 800-кг авіабомбу.

## Бойова служба
На етапі спорудження планувалось, що І-13 стане одним з п'яти підводних човнів, які забезпечать повітряну атаку на шлюзи Панамського каналу, що в разі успіху вивело б з ладу цю комунікацію на кілька місяців. Втім, у січні 1945-го цю операцію скасували.
Навесні 1945-го човен вирішили залучити до нальоту на Сан-Франциско. Тим часом завдяки успішним діям союзників логістична ситуація для метрополії стала настільки важкою, що 27 травня — 3 червня 1945-го І-13 з метою заправки паливом здійснив похід із Внутрішнього Японського моря до корейського порту Чінкай (наразі Чінхегу, на південному узбережжі Корейського півострова), а потім до затоки Нанао на західному узбережжі острова Хонсю (поблизу міста Тояма). Під час рейсу човну довелось пройти через сильно заміновані протоку Сімоносекі (між островами Хонсю та Кюсю) та Цусімську протоку. В затоці Нанао човен провів численні тренування із запуску своїх літаків.
На початку червня 1945-го японське командування вчергове обрало для І-13 нове завдання. Цього разу планувався авіаційний рейд на атол Уліті (західні Каролінські острови), де союзники створили велику якірну стоянку. На І-13 при цьому покладалась розвідувальна частина операції, для чого човен мав прийняти на борт інші літаки — Nakajima C6N «Саюн» — у розібраному вигляді. Далі їх належало доправити на атол Трук (центральні Каролінські острови), де у блокаді перебувала колишня головна база японського ВМФ в Океанії. Після збірки на Труці «Саюн»-и мали провести розвідку Уліті, що допомогло б спланувати удар шести літаків з підводних човнів I-400 та I-401. Аналогічне з І-13 завдання отримав і човен I-14.  
4 липня 1945-го І-13 прибув до Омінато (важлива військово-морська база на північному завершенні Хонсю), де завантажили два «Саюн»-а. 11 липня човен вирушив на Трук. 16 липня в районі за тисячу триста кілометрів на південний схід від Токіо літак з ескортного авіаносця «Анціо» виявив на поверхні підводний човен. Спершу пілот атакував ракетами та з бортової зброї, а після занурення супротивника скинув глибинні бомби та протичовнову торпеду. Дещо пізніше інший літак застосував другу торпеду. Крім того, пілоти навели на район перебування субмарини, яка залишала нафтовий слід, есмінець «Лоуренс Тейлор». Останній скинув серію глибинних бомб, що прибрали сумніви відносно долі підводного човна. Ймовірно, саме цей бій призвів до загибелі І-13 разом з усіма 140 особами, що перебували на борту.